# Черноглава розела
Черноглавата розела (Platycercus venustus) е вид птица от семейство Psittaculidae.

## Разпространение
Видът е разпространен в Австралия.